# Burgundijska vina
Burgundijska vina (francuski: Bourgogne ili vin de Bourgogne) su vina koja se proizvode u francuskoj istočnoj regiji Burgundiji, u dolinama i zapadnim obroncima rijeke Saône, pritoke Rhône. 
Najpoznatija vina proizvedena ovdje se često nazivaju Burgundies; to su suha crna vina izrađena od Pinot Noir grožđa i bijela vina izrađena od Chardonnay grožđa. Crvena i bijela vina se također prave i od drugih sorti grožđa, kao što su Gamay i Aligoté, kao i malene količine rozea i pjenušavih vina. Chardonnay vino Chablis i Gamay vino Beaujolais su formalno dio Burgundijske vinske regije, ali vina iz ovih podregija se obično smatraju samostalnima, a ne Burgundijskim vinima.
Burgundija ima najveći broj appellations d'origine contrôlée (skr. AOC, francuska zaštita zemljopisnog podrijetla i izvornosti) nego bilo koja druga francuska regija, a često se vidi i kao najsvjesnije područje teroara (fr. terroir - posebne zemljopisne, geološke ili klimatske odlike tla) francuskih vinskih regija. Različiti Burgundijski AOCS su klasificirani od pomno opisanih Grand Cru (visoko kvalitetnih "uzgoja") vinograda do više nespecifičnih regionalnih apelacija. Praksa odvajanja vinograda svojim teroarima u Burgundiji seže u srednji vijek, kada su razni samostani igrali ključnu ulogu u razvoju burgundijske proizvodnje vina.
Od 1935. god. Francuska je odredila Burgundijsko vinarsko područje od 25.000 ha (iako je lozom zasađeno oko 29.500) s oko 100 vinograda (59.5% bijelim grožđem, 33.8% crnim grožđem i 6.7% crémant) visoko vrijednog uzgoja i izvornosti (Grand cru).
God. 2015., klimati (fr. Lieu-dit, izvorišno područje tradicionalnog imena) i teroari Burgundije upisani su na UNESCO-ov popis mjesta svjetske baštine u Europi kao izvanredan primjer uzgoj grožđa i proizvodnju vina razvio još od srednjeg vijeka. Zaštićeni su vinogradi na obroncima Côte de Nuits i Côte de Beaune, južno od grada Dijona. Oni se razlikuju prirodnim odlikama (geološki i klimatski) kao i vrstama vina koja se tu uzgajaju, a po kojima su postala slavna. Pored njih zaštićena su i sela, kao i grad Beaune, koji zajedno predstavljaju gospodarsku dimaziju proizvodnog sustava, ali i povijesno središte Dijona koje utjelovljava političku pozadinu koja je dovela do razvoja sustava „klimata”.

## Vanjske poveznice
- Službene stranice (fr.)
- Arhivirana inačica izvorne stranice od 13. kolovoza 2019. (Wayback Machine) (engl.)
- Burgundy Report (engl.)